# B1A4
B1A4 (кор. 비원에이포) — южнокорейский бой-бэнд, сформированный компанией WM Entertainment. Дебют состоялся 23 апреля 2011 года с песней «O.K» и мини-альбомом Let's Fly. Группа добилась значительного коммерческого и критического успеха как в корейском, так и на японском рынках.

## История

### 2016–2018: уход Джинёна и Баро из WM Entertainment
В 2016 году участники B1A4 появились в ряде актерских ролей и реалити-шоу, а также продюсировали и появлялись на саундтреках. Джинён снялся в дораме «Лунный свет, нарисованный облаками» вместе с Пак Бо Гомом и Ким Ю Чжон. Джинён также спродюсировал трек для саундтрека дорамы «Foggy Road» и несколько песен для Produce 101. Шину участвовал в записи саундтрека «The Way To Find Love» к дораме «Золушка и четыре рыцаря». Баро снялся в сериале «Бог лапши». 4 октября Сандыль сольно дебютировал с выпуском мини-альбома Stay as You Are.
4 июня группа появилась вместе с другими артистами на концерте Dream Concert 2016 года.11 июня B1A4 провели концерт с коллегами по лейблу Oh My Girl в Пекине. В октябре группа выступила на фестивале Busan One Asia Festival.
28 ноября 2016 года B1A4 выпустили свой третий корейский студийный альбом Good Timing. Они также провели свой первый шоукейс с момента дебюта, исполнив песни из нового альбома, а также их предыдущие хиты. После камбэка B1A4 появились на Immortal Songs 2.
4, 5, 11 и 12 февраля 2017 года B1A4 провели концерты в Сеуле B1A4 Live Space 2017. Вскоре после этого группа отправилась во второй тур по США под названием B1A4 Four Nights in The U. S. 2017 с концертами в Нью-Йорке, Чикаго, Сан-Франциско и Лос-Анджелесе. В мае Шину был приглашен на главную роль в корейской версии мюзикла Гамлета. с 22 мая группа начала японский тур под названием B1A4 Live Space 2017 с концертами в Осаке, Окадзаки, Фукуоке и Токио.
25 сентября B1A4 выпустили свой седьмой мини-альбом Rollin.
30 июня 2018 года WM Entertainment подтвердил, что Джинён и Баро не продлили контракт с агентством. 16 ноября агентство объявило, что Джинён и Баро пока не будут продвигаться вместе с группой, а оставшиеся три участника - Шину, Сандыль и Гончан - продолжат групповую деятельность.

### 2019–наст. время: Военная служба Шину, новый альбомOrigin
22 января 2019 года Шину поступил на обязательную военную службу. Он был официально уволен с армии 28 августа 2020 года.
29 сентября 2020 года WM Entertainment объявил, что B1A4 вернутся 19 октября со четвертым корейским студийным альбомом Origine с заглавной песней «Like a Movie (영화처럼)».

## Участники
|    | Псевдоним            | Псевдоним | Настоящее имя                | Настоящее имя | Дата рождения        | Позиция в группе            |
|    | Русский / Английский | Хангыль   | Русский / Английский         | Хангыль       | Дата рождения        | Позиция в группе            |
| -- | -------------------- | --------- | ---------------------------- | ------------- | -------------------- | --------------------------- |
| 1. | Джинён / Jinyoung    | 진영      | Чон Джин Ён / Jung Jin Young | 정진영        | 18.11.1991 (Чхунджу) | Лидер, вокалист, композитор |
| 2. | Шину / CNU           | 신우      | Шин Дон У / Shin Dong Woo    | 신동우        | 16.06.1991 (Чонджу)  | Вокалист, рэпер, композитор |
| 3. | Сандыль / Sandeul    | 산들      | И Джон Хван / Lee Jung Hwan  | 이정환        | 20.03.1992 (Пусан)   | Главный вокалист            |
| 4. | Баро / Baro          | 바로      | Ча Сон У / Cha Sun Woo       | 차선우        | 5.09.1992 (Кванджу)  | Рэпер                       |
| 5. | Гончан / Gongchan    | 공찬      | Гон Чан Шик / Gong Chan Shik | 공찬식        | 14.08.1993 (Сунчхон) | Вокалист, макнэ             |

## Дискография
| Корейские студийные альбомы - Ignition (2012) - Who Am I (2014) - Good Timing (2016) - Origine (2020) | Японские студийные альбомы - 1 (2012) - 2 (2014) - 3 (2016) - 4 (2017) - 5 (2018) |

## Фильмография
- MTV Match Up (2011)
- B1A4's Selca Diary (2012)
- B1A4's Real Player (2012)
- B1A4's Hello Baby Season 6 (2012)
- Wide Entertainment News (2013)
- B1A4's One Fine Day (2014)
- A Song For You (2015)

### Музыкальные видео
| Год  | Название                                           | Время | Дата        |
| ---- | -------------------------------------------------- | ----- | ----------- |
| 2011 | «O.K»                                              | 4:13  | 20 апреля   |
| 2011 | «Only Learned the Bad Things»                      | 3:43  | 13 июля     |
| 2011 | «Beautiful Target»                                 | 3:43  | 15 сентября |
| 2011 | «Beautiful Target» (ZOOM ZOOM Version)             | 3:23  | 6 октября   |
| 2012 | «Baby I’m Sorry»                                   | 3:38  | 13 марта    |
| 2012 | «Baby Good Night»                                  | 3:47  | 23 мая      |
| 2012 | «Beautiful Target» (Japanese Version)              | 3:41  | 3 июня      |
| 2012 | «Baby Good Night» (Japanese Version)               | 3:51  | 16 августа  |
| 2012 | «Tried to Walk»                                    | 3:59  | 12 ноября   |
| 2013 | «What’s Happening?»                                | 3:23  | 7 мая       |
| 2013 | «What’s Happening? What — Why?» (Japanese Version) | 3:26  | 25 июля     |
| 2013 | «그대와 함께 (With You)»                           | 3:15  | 7 ноября    |
| 2014 | «Lonely»                                           | 4:14  | 12 января   |
| 2014 | «Solo Day»                                         | 5:12  | 1 сентября  |
| 2014 | «Solo Day» (Japanese Version)                      | 5:12  | 13 июля     |
| 2015 | «White Miracle»                                    | 4:07  | 23 января   |
| 2015 | «Sweet Girl»                                       | 4:07  | 9 августа   |
| 2015 | «Happy Days»                                       | 3:48  | 27 октября  |
| 2016 | «A lie»                                            | 3:39  | 27 ноября   |
| 2017 | «Rollin'»                                          | 3:13  | 25 сентября |

#### Участие в музыкальных видео других артистов
| Год  | Название                | Исполнитель | Роль             |
| ---- | ----------------------- | ----------- | ---------------- |
| 2013 | Frozen (Шину)           | Шин Бора    | Главный персонаж |
| 2014 | Piano Man (Гончан)      | Mamamoo     | Пианист          |
| 2015 | «Family» (с CLC и GOT7) | SMART CF    | B1A4             |
| 2016 | Liar Liar (Гончан)      | Oh My Girl  | Лжец             |

## Концерты и туры

### Корейский туры
- 2012: BABA B1A4
- 2013: Limited Show [Amazing Store]
- 2014: THE CLASS
- 2015: B1A4 ADVENTURE
- 2017 : LIVE SPACE

### Японские туры
- 2013: BABA B1A4 in Japan
- 2013: Limited Show [Amazing Store] in Japan (Zepp Tour)
- 2014: Listen To The B1A4 (Arena Tour)
- 2016: The Great World Of B1A4
- 2017: Be The One
- 2018: Paradise

### Мировые туры
- 2014: B1A4 Road Trip - Ready?
- 2015-2016: B1A4 ADVENTURE
- 2017: 4 Nights In The U.S

## Награды и номинации
| Год  | Премия                                       | Категория                           | Результат |
| ---- | -------------------------------------------- | ----------------------------------- | --------- |
| 2011 | Mnet Asian Music Awards                      | Лучший новый мужской артист         | Номинация |
| 2011 | SBS MTV Best of the Best                     | Hot Debut Star                      | Победа    |
| 2011 | SBS MTV Best of the Best                     | Лучший новый артсит                 | Номинация |
| 2011 | 26-й Golden Disk Awards                      | Новый новичок                       | Победа    |
| 2011 | 21-й Seoul Music Awards                      | Лучший новый новичок                | Победа    |
| 2011 | Wave K's Super Rookies                       | Супер новичок 2012 года             | Победа    |
| 2012 | Gaon Chart K-Pop Awards                      | Лучший мужской новичок              | Победа    |
| 2012 | Asia Song Festival                           | Новый азиатский артист              | Победа    |
| 2013 | Japan Gold Disc Awards                       | Новый артист года                   | Победа    |
| 2013 | Japan Gold Disc Awards                       | Лучшие 3 новых артиста              | Победа    |
| 2013 | 27-й Golden Disk Awards                      | Диск Бонсан                         | Победа    |
| 2013 | Mnet Asian Music Awards                      | Best Dance Performance - Male Group | Номинация |
| 2013 | Mnet Asian Music Awards                      | BC - UnionPay Song of the Year      | Номинация |
| 2013 | SBS MTV Best of the Best Awards              | Лучшая мужская группа               | Номинация |
| 2014 | Seoul Music Awards                           | Награда за популярность             | Победа    |
| 2014 | Seoul Music Awards                           | Бонсан                              | Победа    |
| 2014 | 28-й Golden Disk Awards                      | Disk Bonsang Album                  | Победа    |
| 2014 | 28-й Golden Disk Awards                      | Награда за популярность             | Номинация |
| 2014 | 16-й Seoul International Youth Film Festival | Лучший OST мужского артиста         | Номинация |
| 2014 | Mnet Asian Music Awards                      | Лучшая мужская группа               | Номинация |
| 2014 | Mnet Asian Music Awards                      | BC Union Pay Artist of the Year     | Номинация |
| 2015 | 29-й Golden Disk Awards                      | Disk Bonsang Album                  | Победа    |
| 2015 | Seoul Music Awards                           | Бонсан                              | Победа    |
| 2015 | 21-й Korean Entertainment Arts Awards        | Popularity Award Choose By Netizen  | Победа    |
| 2015 | MTV Europe Music Awards                      | Лучший корейский артсит             | Номинация |
| 2016 | 31-й Korean Best Dresser SWAN AWARD          | Best Dressed, Male Singer           | Победа    |
| 2018 | 32-й Golden Disc Awards                      | Golden Disc Album Award             | Номинация |
| 2018 | 32-й Golden Disc Awards                      | Глобальный популярный артист        | Номинация |